# Línea 81 (Córdoba)
La Línea 81, es una línea de transporte urbano de pasajeros de la ciudad de Córdoba, Argentina. El servicio está actualmente operado por la empresa TAMSE.
La línea 81 fue inaugurada el 1 de marzo de 2014, por ERSA Urbano, hasta que el 30 de septiembre de 2021, la Municipalidad de la ciudad le quita a Ersa los corredores 3 y 8 y pasan a manos de TAMSE y Coniferal donde actualmente opera.

## Recorrido
Desde barrio Coronel Olmedo al Bº Chateau Carreras.
 Servicio diurno.
Ida:  Av. 11 de Septiembre – Av. Muñecas – Carlos Forest – Hermanos Wagner – Ángel Salvadores – Av. Orellana (El Quebracho) – Av. 11 de Septiembre – Ingresa a canchas Sportino (Pública A) B° Cárcano de Horizonte – Rda. del Escudo Provincial – Del Escudo Provincial – Calle Pública – De las Exposiciones – Jerónimo Helguera – De Las Leyes Agrarias – Rda. Cárcano – De las Leyes Agrarias – Av. 11 de Septiembre – Cruza Av. Circunvalación – Av. 11 de septiembre – Ferreyra de Roca – Celso Barrios – Carlos Paz – Calmayo – Av. B. O´Higgins – Alonso de Alfaro – Av. Pablo Ricchieri – Pedro José de Parras – Abreu de Figueroa – Cnel. José Javier Díaz – Belardinelli – Av. Cruz Roja Argentina – Maestro Marcelo López – Ing. Medina Allende – Haya de la Torre – Bv. De la Reforma – Los Nogales – Av. Concepción Arenal – Túnel Plaza España – Bv. Chacabuco – Bv. Illia – Bv. San Juan – Mariano Moreno – Rodríguez Peña – Av. Colón – Av. Sagrada Familia – Av. Menéndez Pidal – Molina Navarrete – José Roque Funes – Puente Turín – Juncalillo – Igualdad – J. R. de Figueroa – Dean Funes – Chancay – Juan Hauling – Nazca – Humberto Primo – Calandria – La Rioja hasta El Zorzal.
Regreso:  El Zorzal – La Tablada – Igualdad – Nazca – Juan Hauling – Chancay – Río Bamba – 27 de Abril – Antonio Rosillo – J. R. de Figueroa – Igualdad – Juncalillo – Puente Turín – José Roque Funes – Av. Menéndez Pidal – Av. Sagrada Familia – Av. Colón – Av. Gral. Paz – Av. Vélez Sarsfield – Av. Hipólito Yrigoyen – Los Nogales – Av. Enrique Barros – Bv. De la Reforma – Av. Haya de la Torre – Ing. Medina Allende – Maestro Marcelo López – Av. Cruz Roja Argentina – Belardinelli – Cnel. José Javier Díaz – Av. Pablo Ricchieri – Av. Bernardo O´Higgins – Calmayo – Carlos Paz – Celso Barrios – Ferreyra de Roca – Av. 11 de Septiembre – Cruza Av. Circunvalación – Av. 11 de Septiembre – De Las Leyes Agrarias – Rda. Cárcano – P. Murguiondo – De las Exposiciones – Calle Pública – Del Escudo Provincial – Rda. Del Escudo Provincial – Pública A – Av. 11 de Septiembre – Av. Orellana (El Quebracho) – Ángel Salvadores – Av. Muñecas – Av. 11 de Septiembre hasta Punta de Línea.